# Margaretamys elegans
Margaretamys elegans es una especie de roedor de la familia Muridae.

## Distribución geográfica
Se encuentra solo en las selvas montanas en el centro de Célebes (Indonesia).